# Sikorsky S-92
El Sikorsky S-92 Helibus es un helicóptero mediano, bimotor y con rotor de cuatro palas, fabricado por la compañía estadounidense Sikorsky Aircraft para el mercado civil y militar. El S-92 fue desarrollado a partir del helicóptero utilitario Sikorsky S-70, con el que tiene partes en común, como el control de vuelo y los sistemas de rotores.
El H-92 Superhawk es una versión militar del S-92 para labores de transporte utilitario, capaz de transportar 22 soldados. El H-92 también puede ser configurado para misiones específicas, entre las que se incluyen búsqueda y rescate (SAR) y transporte VIP. El CH-148 Cyclone es una variante de helicóptero marítimo embarcado desarrollado para las Fuerzas Canadienses.
Desde febrero de 2009, el programa S-92 fue traspasado a Sikorsky Global Helicopters, la nueva unidad empresarial de helicópteros civiles de Sikorsky.

## Desarrollo
Sikorsky Aircraft presentó por primera vez en público el S-92 en el año 1992. Sikorsky tenía previsto inicialmente que el S-92 se empezase a comercializar en el año 1993, pero debido al declive existente en el mercado internacional de helicópteros, hizo que esta fecha se retrasase. En 1995, Sikorsky formó el Team S-92, contando con socios internacionales, lanzando el programa del S-92 en el Salón Aeronáutico de París de ese mismo año. Sikorsky desarrolló el S-92 para competir frente a otras aeronaves civiles con un peso máximo al despegue superior a 10 toneladas, como por ejemplo, el Eurocopter Super Puma. El helicóptero disponía de un fuselaje nuevo, aunque sus componentes derivaban de los empleados anteriormente en la gama S-70 Blackhawk. El S-92 realizó su primer vuelo el 23 de diciembre de 1998, desde el Sikorsky Development Flight Center, situado en West Palm Beach, Florida.
En julio del año 2000, Sikorsky anunció que realizaría cambios en el diseño del S-92. El fuselaje del prototipo número 3 se alargó en 40 cm justo por detrás de la cabina, mientras que el brazo del rotor de cola se redujo en 1,04 m. A su vez, el estabilizador horizontal se reposicionó del lado izquierdo, opuesto al rotor de cola, al lado derecho del aparato justo por debajo del rotor de cola. Estas modificaciones fueron necesarias para solucionar un problema con el cabeceo del aparato que se descubrió durante las pruebas de vuelo. El alargamiento del fuselaje permitió incluir una fila de asientos adicional, así como dejar espacio para una puerta lateral de mayor tamaño, que permitiría atraer clientes de operaciones de búsqueda y rescate.

## Componentes del H-92

### Electrónica
| Sistema                                                          | País           | Fabricante           | Notas                                                 |
| ---------------------------------------------------------------- | -------------- | -------------------- | ----------------------------------------------------- |
| Redes de datos                                                   |                |                      | MIL-STD-1553B, ARINC 429                              |
| Sistema de control de vuelo                                      | Estados Unidos | BAE Systems          | Triple-dual FBW digital. Bucle completamente cerrado. |
| CPUs de las computadoras de control de vuelo                     | Estados Unidos | Freescale            | PowerPC                                               |
| Sensores inteligentes multifunción                               | Estados Unidos | Goodrich Corporation | SmartProbe                                            |
| Sistema de protección del rotor contra el hielo (RIPS, opcional) | Estados Unidos | Goodrich Corporation |                                                       |

### Propulsión
| Sistema | País           | Fabricante       | Notas      |
| ------- | -------------- | ---------------- | ---------- |
| Motor   | Estados Unidos | General Electric | 2 × CT7-8C |

## Variantes

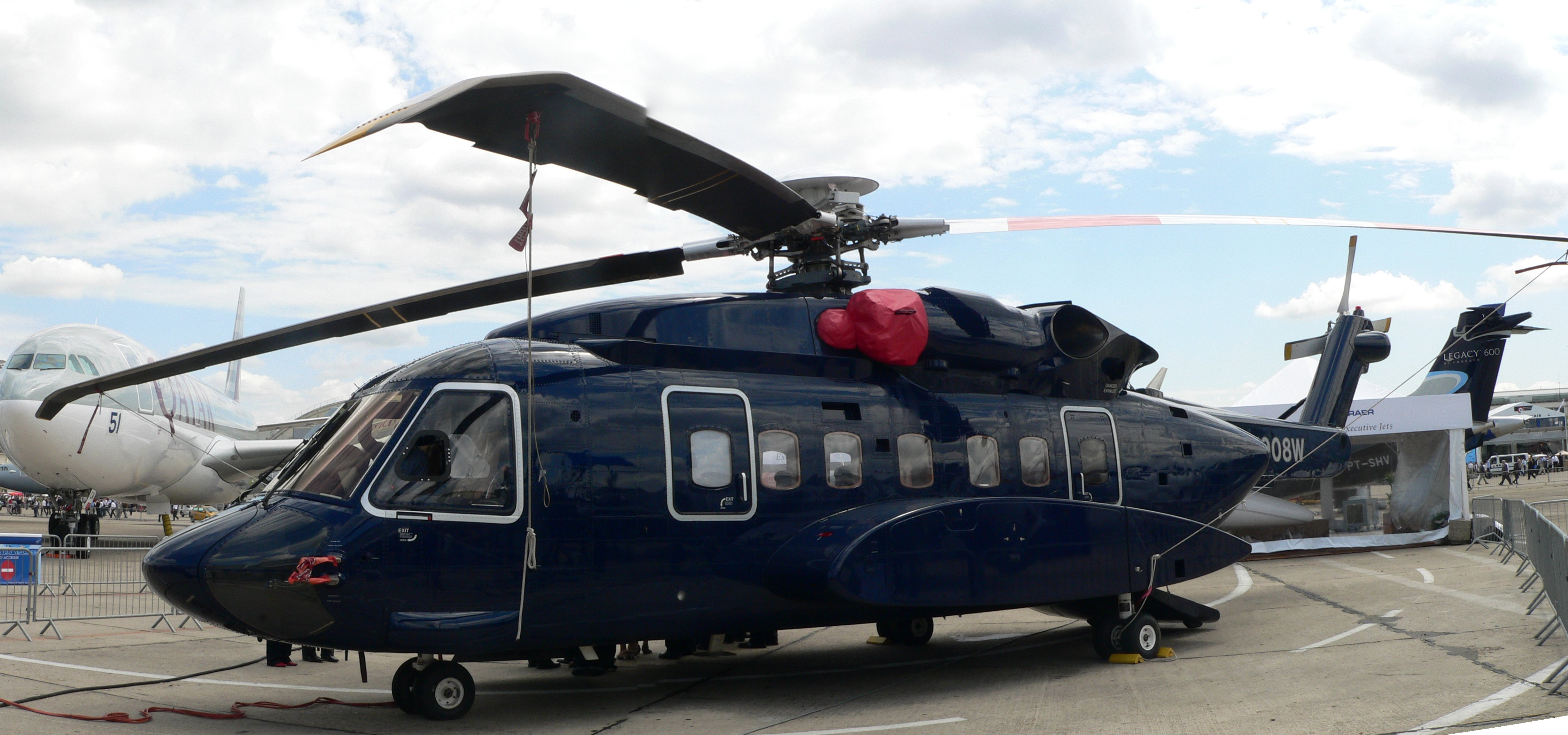
Un Sikorsky S-92 en el Paris Air Show de 2007.

### S-92A
El S-92A es la variante civil y está disponible en distintas versiones. La versión de transporte de pasajeros tiente un interior de tipo comercial con asientos para 19 pasajeros. La versión de transporte utilitario dispone de 22 asientos orientados hacia los lados con una rampa trasera a todo lo ancho de la cabina. El área interior de la cabina de 733 ft³ también puede ser configurada para transportar hasta tres contenedores de carga del estilo de la aviación comercial LD3. También dispone de espacio adicional en la bodega de carga si se usa los 140 ft³ del compartimento de la rampa trasera.

### H-92 Superhawk

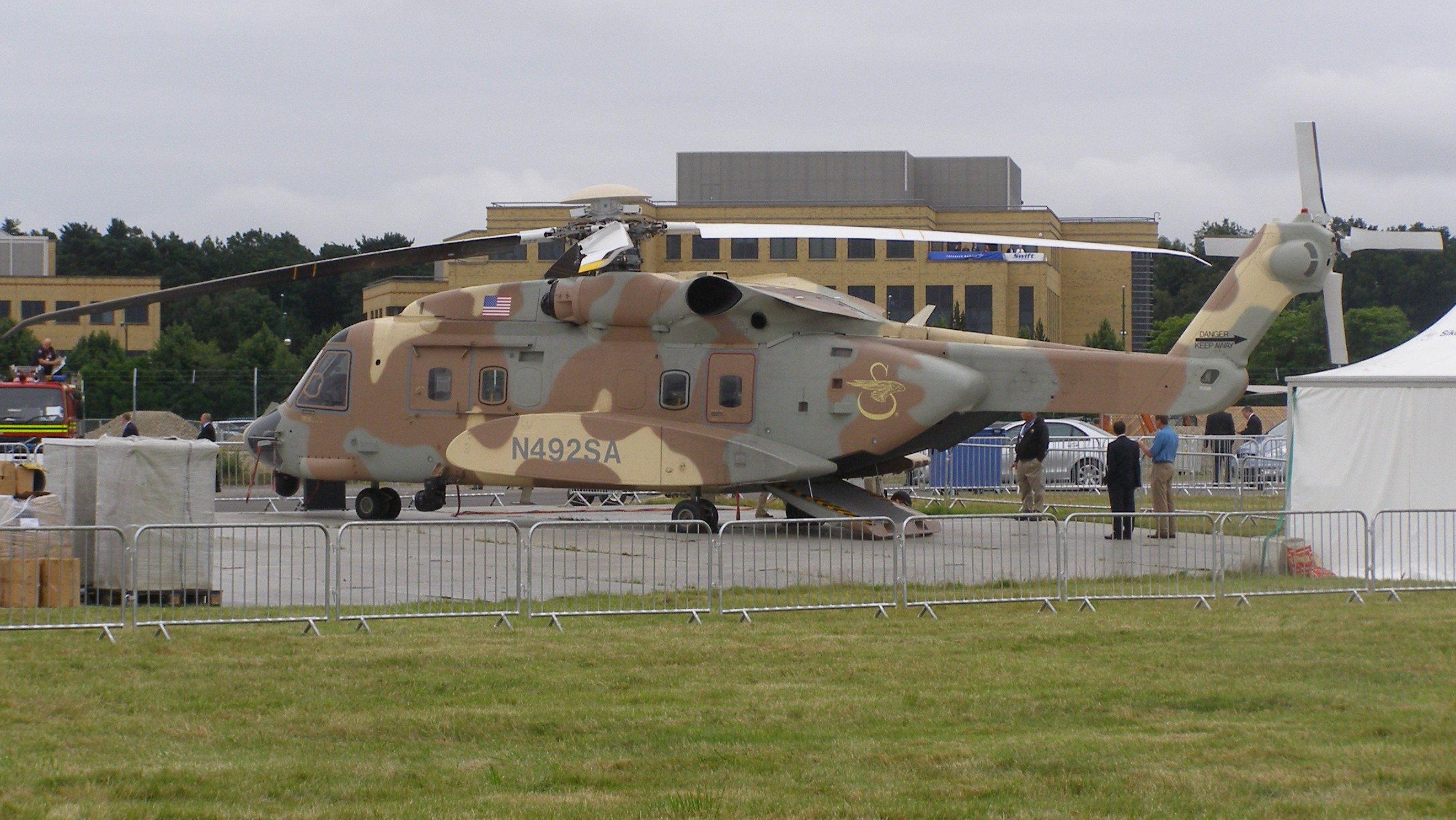
Un H-92 Superhawk expuesto en el Farnborough Airshow de 2008.

El H-92 Superhawk es la variante militar propuesta a la Fuerza Aérea, al Cuerpo de Marines y la Guardia Costera de Estados Unidos. El H-92 dispone de los motores más potentes General Electric CT7-8C, de 2300 kW (3.070 HP), y, a diferencia del S-92, tiene sistemas de control de vuelo de tipo fly-by-wire. La variante para búsqueda y rescate (SAR) proporciona espacio para asientos, camillas, combustible auxiliar y equipo de emergencia SAR.
En julio de 2004, el H-92 Superhawk fue elegido por Canadá para su Programa de Helicóptero Marítimo (en inglés: Maritime Helicopter Programme o MHP) y denominado CH-148 Cyclone. Fueron encargados 28 de estos helicópteros en noviembre de 2004. Sin embargo el programa se ha retrasado y las entregas de las aeronaves se espera que comience en noviembre de 2010.

## Operadores

### Operadores gubernamentales
Arabia Saudita

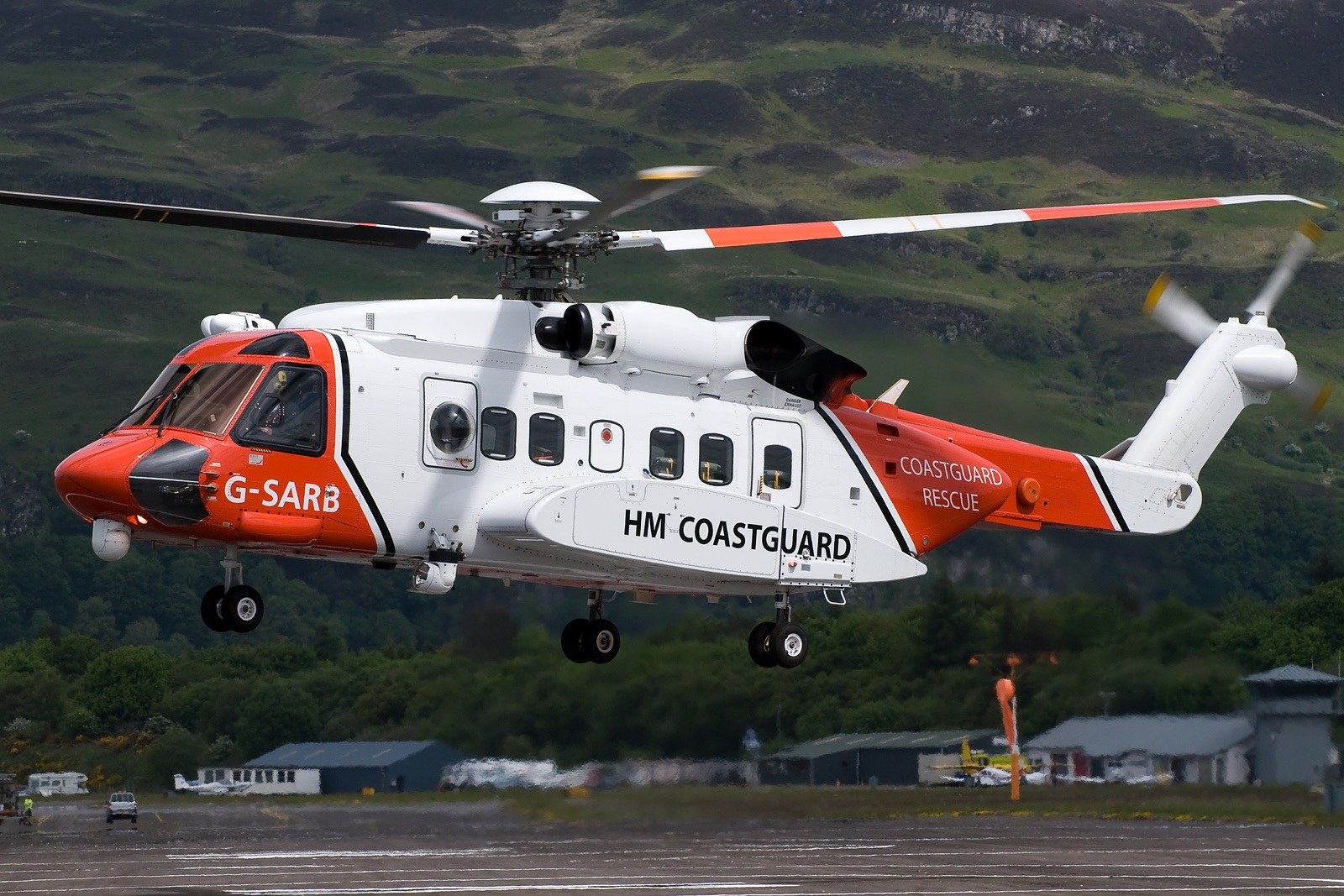
Sikorsky S-92 de los Guardacostas de Su Majestad.

- Ministerio del Interior de Arabia Saudí

 Azerbaiyán
- Gobierno de Azerbaiyán[15]

 Baréin
- Royal Air Wing[16]

 Canadá
- Real Fuerza Aérea Canadiense - Denominados Sikorsky CH-148 Cyclone

 Catar
- Gobierno de Catar

 Corea del Sur
- Gobierno de la República de Corea (3).[17]
- Guardacostas de la República de Corea (3)[18]

 Irlanda
- Guardacostas de Irlanda: reemplazando a los Sikorsky S-61 estando alquilados a CHC Helicopter.[19]

 Kuwait
- Fuerza Aérea de Kuwait.

 Reino Unido
- Guardacostas de Su Majestad opera 4 S-92 alquilados a CHC Helicopter.[20]

 Turquía
- Gobierno de Turquía (1).[21]

### Operadores civiles
La compañía mexicana Heliservicio opera los Sikorsky S-92 desde 2020.

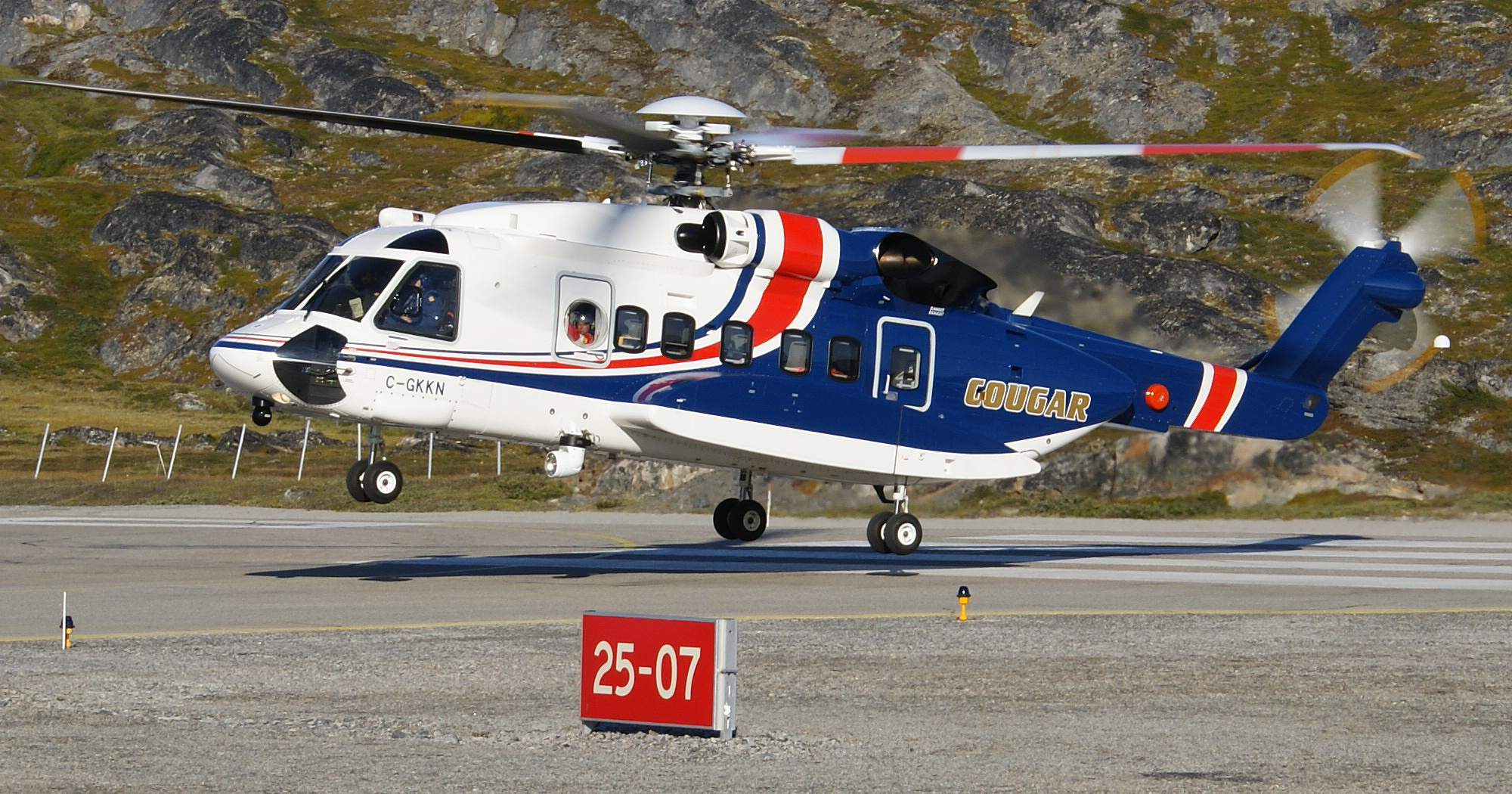
Un Sikorsky S-92 de Cougar Helicopters en Groenlandia.

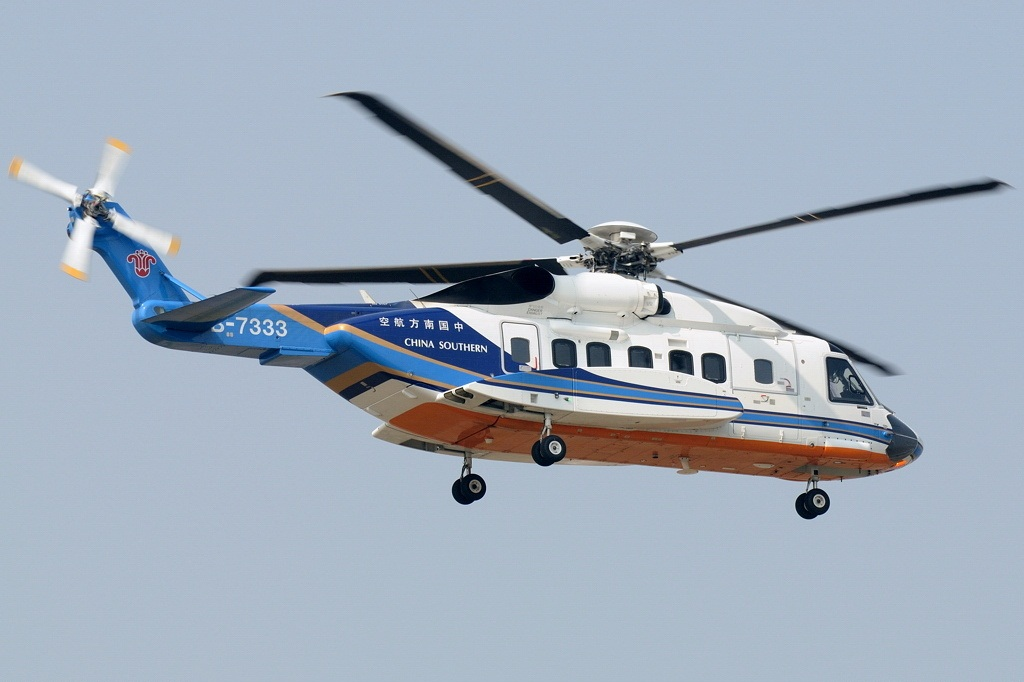
Un S-92 de China Southern Airlines.

 Brunéi
- Brunei Shell Petroleum[22]

 Brasil
- Líder Aviação[23]

 Canadá
- CHC Helicopter[24]
- Cougar Helicopters[25]

 Catar
- Gulf Helicopters

 Estados Unidos
- PHI Inc[26]

 Noruega
- Bristow Norway[27][28]

 China
- Eastern General Aviation[29]
- China Southern Airlines[30][31]

 Reino Unido
- Bristow Helicopters

 Reino Unido
- Turkish Airlines

## Especificaciones (S-92)
Referencia datos: Sikorsky.com, International Directory of Civil Aircraft.

### Características generales
- Tripulación: 3
- Capacidad: 19 pasajeros
- Longitud: 17,1 m
- Diámetro rotor principal: 17,17 m
- Altura: 4,71 m
- Achura del fuselaje: 5,26 m
- Área circular: 246 m²
- Peso vacío: 7.030 kg
- Peso máximo al despegue: 12.020 kg
- Planta motriz: 2× turboeje General Electric CT7-8A.
  - Potencia: 1879 kW (2520 HP; 2555 CV) cada uno.
- Hélices: Rotor principal y rotor de cola ambos de 4 palas

### Rendimiento
- Velocidad máxima operativa (Vno): 306 km/h (190 MPH; 165 kt)
- Velocidad crucero (Vc): 280 km/h (174 MPH; 151 kt)
- Alcance: 999 km (539 nmi; 621 mi)
- Techo de vuelo: 4267 m (14 000 ft)
- Carga del rotor: 48 kg/m²
- Potencia/peso: 0,38 W/kg

### Desarrollos relacionados
- Sikorsky S-70

### Aeronaves similares
- AgustaWestland EH101
- Eurocopter EC725
- Eurocopter EC225
- NHI NH90
- Mil Mi-38
- Avicopter AC313